# シムコー郡
シムコー郡（シムコーぐん、英語：Simcoe County）は、カナダのオンタリオ州中部に位置する地方行政区のひとつ。
1843年にアッパーカナダによってシムコー地区（Simcoe District）が設立されたことに始まる。現在、シムコー郡は16の市町村より構成されている。行政府が置かれている郡内最大の都市バリーとオリリアは郡の行政管理下からは分離されているが、地勢や経済面では郡内に含まれる。
郡内の西部にはナイアガラ断崖（Niagara Escarpment）が走っている。また、地理的な特性から豪雪地帯（スノーベルト）にかかるため、冬のスポーツが盛ん。

## 地理

### 人口
| 年度   | 人口（人） | 増加率（%） |
| ------ | ---------- | ----------- |
| 2006年 | 422,204    | 12.0        |
| 2001年 | 377,050    | 14.3        |
| 1996年 | 329,865    | -           |

- 増加率は過去5年間の人口増加率を意味する。

1996年から2001年の人口増加率は14.3%、2001年から2006年までの増加率は12.0%とカナダ国内でも高い成長率を見せている。

## 主な都市
- バリー （Barrie）：行政管轄外
- オリリア （Orillia）：行政管轄外
- コリンウッド （Collingwood）
- ブラッドフォード・ウェスト・グィリンバリー （Bradford West Gwillimbury）
- イニスフィル （Innisfil）
- ミッドランド （Midland）
- ペネタングウィシン （Penetanguishene）
- ワサガビーチ （Wasaga Beach）

## 経済
シムコー郡の経済は多様性に富んでおり、農業、工業、ハイテク産業などあらゆる業種が含まれる。
本田技研工業の子会社ホンダ・オブ・カナダ・マニュファクチャリングは1986年以来シムコー郡アリストンに自動車製造拠点を置いており、郡最大の単独雇用主の一つである。自動車産業以外にも、プラスチック、ガラス製造、製薬、骨材産業などの産業がある。郡内にはカジノ・ラマ、ジョージアン・カレッジ、カナダ軍ボーデン基地、レイクヘッド大学のキャンパス、オンタリオ州警察本部などの施設もある。
農業は多様で多面的な産業であり、ブラッドフォードにあるホーランド・マーシュの一部など、この地域の農地はカナダ全土でも有数のものである。
観光業はシムコー郡の重要な産業であり、宿泊施設、レストラン、観光地、イベント、小売業など様々な分野で多様な雇用と経済効果をもたらしている。シムコー郡は年間800万人以上の観光客を受け入れており、その経済効果は5億7,000万ドル以上である。

## 教育
- ジョージアン・カレッジ （Georgian College）

## スキーリゾート
- ホースシュー・リゾート （Horseshoe Resort）
- マウント・セントルイス・ムーンストーン （Mount St. Louis Moonstone）